# Justin Warsylewicz
Justin Warsylewicz (ur. 19 października 1985 w Reginie) – kanadyjski łyżwiarz szybki, srebrny medalista olimpijski i mistrzostw świata.

## Kariera
Pierwszy sukces w karierze Justin Warsylewicz osiągnął w 2004 roku, kiedy podczas mistrzostw świata juniorów w Roseville, gdzie zwyciężył w wieloboju i był drugi w biegu drużynowym. Na rozgrywanych rok później mistrzostwach świata juniorów w Seinäjoki wraz z kolegami z reprezentacji ponownie był drugi w sztafecie. W 2006 roku wziął udział w igrzyskach olimpijskich w Turynie, gdzie wspólnie z Arne Dankersem, Stevenem Elmem, Jasonem Parkerem i Dennym Morrisonem zdobył kolejny srebrny medal. W indywidualnych startach zajął 24. miejsce na 5000 m i 27. miejsce na 1500 m. Podczas mistrzostw świata na dystansach w Salt Lake City w 2007 roku razem z Dankersem i Morrisonem zajął drugie miejsce w biegu drużynowym. Osiągnął tam też swój najlepszy indywidualny wynik, zajmując ósme miejsce w biegu na 5000 m. Nigdy nie stanął na podium indywidualnych zawodów Pucharu Świata, chociaż w drużynie czterokrotnie był drugi.
Pod koniec 2004 roku wykryto u niego zespół Wolffa-Parkinsona-White’a, w wyniku czego przeszedł dwie operacje. Do sportu powrócił na początku 2005 roku.
Jego żona, Brittany Schussler również uprawia łyżwiarstwo szybkie.